# NGC 721
NGC 721 is een balkspiraalstelsel in het sterrenbeeld Andromeda. Het hemelobject werd op 27 augustus 1862 ontdekt door de Duits-Deense astronoom Heinrich Louis d'Arrest.

## Synoniemen
- PGC 7097
- UGC 1376
- MCG 6-5-43
- ZWG 522.56
- IRAS01517+3908